# JAPAN RUGBY LEAGUE ONE 2025-26 DIVISION 3
ジャパンラグビーリーグワン2024-25 DIVISION 3（ディビジョン3）は、日本のラグビーユニオンによる社会人リーグ戦「ジャパンラグビーリーグワン」3部リーグの5年度目として、2025年12月13日から2026年5月10日までリーグ戦を開催予定（入替戦は5月22日から31日まで開催予定）の大会である。

## 概要
前季2024-25シーズンより1週間早く開幕し、終了は1週間遅くする。これによりバイウィーク（2週あけ）を増やし、選手の健康への配慮を高める。
試合数、入替戦の方式は前季と同じ。レギュラーシーズンは全14節（ホストビジターを変えて総当たり戦を3回行い、各チーム15試合ずつ）を実施。上位2チームはDIVISION2との入替戦が行われる。

## 日程
出典：
- 選手育成大会として「ジャパンラグビー リーグワン ライジング」を2025年9月27日から10月11日まで行う[2]。
- レギュラーシーズン/リーグ戦（6チーム総当たり3回戦 全45試合）：2025年12月13日から2026年5月10日まで
- ポストシーズン/D2/D3 入替戦（D2 7位 対 D3 2位／D2 8位 対 D3 1位 各2回戦（4試合））：2026年5月22日から2026年5月31日まで

## 新規参入チームの募集
2025年6月30日から、新規参入チームの受け入れ（申請受付）を開始した。2026-27シーズンからの参入となる。詳細は「JAPAN RUGBY LEAGUE ONE 新規参入チームの受け入れ (2025年)」を参照。

## チーム
| チーム名 （呼称）                                       | 略称   | ホストエリア (2024-25シーズン)                                            | 2025-26シーズンに ホームスタジアムとして使う会場 | 前シーズン順位 |
| ------------------------------------------------------- | ------ | ------------------------------------------------------------------------- | ------------------------------------------------ | -------------- |
| マツダスカイアクティブズ広島 （スカイアクティブズ広島） | SA広島 | 広島県                                                                    | 未定（以下同様）                                 | 優勝           |
| 狭山セコムラガッツ                                      | 狭山RG | 狭山市                                                                    |                                                  | 2位            |
| クリタウォーターガッシュ昭島                            | WG昭島 | 昭島市                                                                    |                                                  | 3位            |
| 中国電力レッドレグリオンズ                              | 中国RR | 広島県 フレンドリーエリア：中国地方全域                                   |                                                  | 4位            |
| ヤクルトレビンズ戸田                                    | L戸田  | 戸田市                                                                    |                                                  | 5位            |
| ルリーロ福岡                                            | LR福岡 | 筑後地区 (朝倉市、うきは市、大川市、 久留米市、大刀洗町、筑後市、 広川町) |                                                  | 6位            |

## 選手の登録区分
選手は、3つのカテゴリ（カテゴリA・B・C）に分けて登録され、それぞれの人数を定めている。 同一シーズン中に、カテゴリを変更することはできない。
|           | 資格                                                            | チーム登録 (大会エントリー)                             | 試合登録 (23名のうち) | 試合中 (15名のうち)  |
| --------- | --------------------------------------------------------------- | ------------------------------------------------------- | --------------------- | -------------------- |
| カテゴリA | 5年連続して日本協会に登録。 日本代表実績あり / 日本代表資格あり | 80%以上                                                 | 17名以上              | 11名以上             |
| カテゴリB | 日本協会への連続登録が5年未満。 日本代表資格を獲得見込み        | BとCの合計で 10名以下 または 20%以下 (いずれか小さい方) | BとCの合計で 6名以下  | BとCの合計で 6名以下 |
| カテゴリC | 他国代表履歴あり など                                           | 3名以下                                                 | 3名以下               | 3名以下              |

### アーリーエントリー
大学最終学年に在籍し、4月（新年度）に入団内定している選手は、「アーリーエントリー」により、当該年度の全国大学ラグビーフットボール選手権全日程終了後（実質最短で1月下旬以降）に登録・出場できる。

## 順位
全15節（各チーム15試合、総当たり戦3回）で「勝ち点」を競う。
| \| \| JAPAN RUGBY LEAGUE ONE 2025-26 DIVISION 3 順位表（開幕前 時点）出典：[7] \| 編集 \| | | | | | | | | | | | | | | |                                                                          |                                                                          |
| リーグ戦 順位 | チーム | 試合数 | 勝ち点 | 勝 | 分 | 負 | 得点 | 失点 | 得失差 | T | G | PG | DG | 反則数 | 入替戦                                                                   | 最終結果                                                                 |
| 1 | マツダスカイアクティブズ広島 | 0 | 0 | 0 | 0 | 0 | 0 | 0 | 0 | 0 | 0 | 0 | 0 | 0 |                                                                          |                                                                          |
| 1 | 狭山セコムラガッツ | 0 | 0 | 0 | 0 | 0 | 0 | 0 | 0 | 0 | 0 | 0 | 0 | 0 |                                                                          |                                                                          |
| 1 | クリタウォーターガッシュ昭島 | 0 | 0 | 0 | 0 | 0 | 0 | 0 | 0 | 0 | 0 | 0 | 0 | 0 |                                                                          |                                                                          |
| 1 | 中国電力レッドレグリオンズ | 0 | 0 | 0 | 0 | 0 | 0 | 0 | 0 | 0 | 0 | 0 | 0 | 0 |                                                                          |                                                                          |
| 1 | ヤクルトレビンズ戸田 | 0 | 0 | 0 | 0 | 0 | 0 | 0 | 0 | 0 | 0 | 0 | 0 | 0 |                                                                          |                                                                          |
| 1 | ルリーロ福岡 | 0 | 0 | 0 | 0 | 0 | 0 | 0 | 0 | 0 | 0 | 0 | 0 | 0 |                                                                          |                                                                          |
| | | | | | | | | | | | | | | |                                                                          |                                                                          |
| - 勝ち点は、勝ち4点、引き分け2点、負け0点。 - ただし、7点差以内の負けは1点を付与、3トライ差以上での勝ちは追加で1点を付与。 - 同じ勝ち点である場合は下記の順番で順位を決定する。 1. 勝ち点 2. 勝利数 3. ①および②が同数であったチーム間の勝ち点 4. ①、②および③が同数であったチーム間の得失点差 5. 全試合の得失点差 6. 当該チーム間のトライ数 7. 全試合でのトライ数 8. 当該チーム間のトライ後のゴール数 9. 全試合でのトライ後のゴール数 10. 抽選 | - 勝ち点は、勝ち4点、引き分け2点、負け0点。 - ただし、7点差以内の負けは1点を付与、3トライ差以上での勝ちは追加で1点を付与。 - 同じ勝ち点である場合は下記の順番で順位を決定する。 1. 勝ち点 2. 勝利数 3. ①および②が同数であったチーム間の勝ち点 4. ①、②および③が同数であったチーム間の得失点差 5. 全試合の得失点差 6. 当該チーム間のトライ数 7. 全試合でのトライ数 8. 当該チーム間のトライ後のゴール数 9. 全試合でのトライ後のゴール数 10. 抽選 | - 勝ち点は、勝ち4点、引き分け2点、負け0点。 - ただし、7点差以内の負けは1点を付与、3トライ差以上での勝ちは追加で1点を付与。 - 同じ勝ち点である場合は下記の順番で順位を決定する。 1. 勝ち点 2. 勝利数 3. ①および②が同数であったチーム間の勝ち点 4. ①、②および③が同数であったチーム間の得失点差 5. 全試合の得失点差 6. 当該チーム間のトライ数 7. 全試合でのトライ数 8. 当該チーム間のトライ後のゴール数 9. 全試合でのトライ後のゴール数 10. 抽選 | - 勝ち点は、勝ち4点、引き分け2点、負け0点。 - ただし、7点差以内の負けは1点を付与、3トライ差以上での勝ちは追加で1点を付与。 - 同じ勝ち点である場合は下記の順番で順位を決定する。 1. 勝ち点 2. 勝利数 3. ①および②が同数であったチーム間の勝ち点 4. ①、②および③が同数であったチーム間の得失点差 5. 全試合の得失点差 6. 当該チーム間のトライ数 7. 全試合でのトライ数 8. 当該チーム間のトライ後のゴール数 9. 全試合でのトライ後のゴール数 10. 抽選 | - 勝ち点は、勝ち4点、引き分け2点、負け0点。 - ただし、7点差以内の負けは1点を付与、3トライ差以上での勝ちは追加で1点を付与。 - 同じ勝ち点である場合は下記の順番で順位を決定する。 1. 勝ち点 2. 勝利数 3. ①および②が同数であったチーム間の勝ち点 4. ①、②および③が同数であったチーム間の得失点差 5. 全試合の得失点差 6. 当該チーム間のトライ数 7. 全試合でのトライ数 8. 当該チーム間のトライ後のゴール数 9. 全試合でのトライ後のゴール数 10. 抽選 | - 勝ち点は、勝ち4点、引き分け2点、負け0点。 - ただし、7点差以内の負けは1点を付与、3トライ差以上での勝ちは追加で1点を付与。 - 同じ勝ち点である場合は下記の順番で順位を決定する。 1. 勝ち点 2. 勝利数 3. ①および②が同数であったチーム間の勝ち点 4. ①、②および③が同数であったチーム間の得失点差 5. 全試合の得失点差 6. 当該チーム間のトライ数 7. 全試合でのトライ数 8. 当該チーム間のトライ後のゴール数 9. 全試合でのトライ後のゴール数 10. 抽選 | - 勝ち点は、勝ち4点、引き分け2点、負け0点。 - ただし、7点差以内の負けは1点を付与、3トライ差以上での勝ちは追加で1点を付与。 - 同じ勝ち点である場合は下記の順番で順位を決定する。 1. 勝ち点 2. 勝利数 3. ①および②が同数であったチーム間の勝ち点 4. ①、②および③が同数であったチーム間の得失点差 5. 全試合の得失点差 6. 当該チーム間のトライ数 7. 全試合でのトライ数 8. 当該チーム間のトライ後のゴール数 9. 全試合でのトライ後のゴール数 10. 抽選 | - 勝ち点は、勝ち4点、引き分け2点、負け0点。 - ただし、7点差以内の負けは1点を付与、3トライ差以上での勝ちは追加で1点を付与。 - 同じ勝ち点である場合は下記の順番で順位を決定する。 1. 勝ち点 2. 勝利数 3. ①および②が同数であったチーム間の勝ち点 4. ①、②および③が同数であったチーム間の得失点差 5. 全試合の得失点差 6. 当該チーム間のトライ数 7. 全試合でのトライ数 8. 当該チーム間のトライ後のゴール数 9. 全試合でのトライ後のゴール数 10. 抽選 | - 勝ち点は、勝ち4点、引き分け2点、負け0点。 - ただし、7点差以内の負けは1点を付与、3トライ差以上での勝ちは追加で1点を付与。 - 同じ勝ち点である場合は下記の順番で順位を決定する。 1. 勝ち点 2. 勝利数 3. ①および②が同数であったチーム間の勝ち点 4. ①、②および③が同数であったチーム間の得失点差 5. 全試合の得失点差 6. 当該チーム間のトライ数 7. 全試合でのトライ数 8. 当該チーム間のトライ後のゴール数 9. 全試合でのトライ後のゴール数 10. 抽選 | - 勝ち点は、勝ち4点、引き分け2点、負け0点。 - ただし、7点差以内の負けは1点を付与、3トライ差以上での勝ちは追加で1点を付与。 - 同じ勝ち点である場合は下記の順番で順位を決定する。 1. 勝ち点 2. 勝利数 3. ①および②が同数であったチーム間の勝ち点 4. ①、②および③が同数であったチーム間の得失点差 5. 全試合の得失点差 6. 当該チーム間のトライ数 7. 全試合でのトライ数 8. 当該チーム間のトライ後のゴール数 9. 全試合でのトライ後のゴール数 10. 抽選 | - 勝ち点は、勝ち4点、引き分け2点、負け0点。 - ただし、7点差以内の負けは1点を付与、3トライ差以上での勝ちは追加で1点を付与。 - 同じ勝ち点である場合は下記の順番で順位を決定する。 1. 勝ち点 2. 勝利数 3. ①および②が同数であったチーム間の勝ち点 4. ①、②および③が同数であったチーム間の得失点差 5. 全試合の得失点差 6. 当該チーム間のトライ数 7. 全試合でのトライ数 8. 当該チーム間のトライ後のゴール数 9. 全試合でのトライ後のゴール数 10. 抽選 | - 勝ち点は、勝ち4点、引き分け2点、負け0点。 - ただし、7点差以内の負けは1点を付与、3トライ差以上での勝ちは追加で1点を付与。 - 同じ勝ち点である場合は下記の順番で順位を決定する。 1. 勝ち点 2. 勝利数 3. ①および②が同数であったチーム間の勝ち点 4. ①、②および③が同数であったチーム間の得失点差 5. 全試合の得失点差 6. 当該チーム間のトライ数 7. 全試合でのトライ数 8. 当該チーム間のトライ後のゴール数 9. 全試合でのトライ後のゴール数 10. 抽選 | - 勝ち点は、勝ち4点、引き分け2点、負け0点。 - ただし、7点差以内の負けは1点を付与、3トライ差以上での勝ちは追加で1点を付与。 - 同じ勝ち点である場合は下記の順番で順位を決定する。 1. 勝ち点 2. 勝利数 3. ①および②が同数であったチーム間の勝ち点 4. ①、②および③が同数であったチーム間の得失点差 5. 全試合の得失点差 6. 当該チーム間のトライ数 7. 全試合でのトライ数 8. 当該チーム間のトライ後のゴール数 9. 全試合でのトライ後のゴール数 10. 抽選 | - 勝ち点は、勝ち4点、引き分け2点、負け0点。 - ただし、7点差以内の負けは1点を付与、3トライ差以上での勝ちは追加で1点を付与。 - 同じ勝ち点である場合は下記の順番で順位を決定する。 1. 勝ち点 2. 勝利数 3. ①および②が同数であったチーム間の勝ち点 4. ①、②および③が同数であったチーム間の得失点差 5. 全試合の得失点差 6. 当該チーム間のトライ数 7. 全試合でのトライ数 8. 当該チーム間のトライ後のゴール数 9. 全試合でのトライ後のゴール数 10. 抽選 | - 勝ち点は、勝ち4点、引き分け2点、負け0点。 - ただし、7点差以内の負けは1点を付与、3トライ差以上での勝ちは追加で1点を付与。 - 同じ勝ち点である場合は下記の順番で順位を決定する。 1. 勝ち点 2. 勝利数 3. ①および②が同数であったチーム間の勝ち点 4. ①、②および③が同数であったチーム間の得失点差 5. 全試合の得失点差 6. 当該チーム間のトライ数 7. 全試合でのトライ数 8. 当該チーム間のトライ後のゴール数 9. 全試合でのトライ後のゴール数 10. 抽選 | - 1位はDIVISION2の8位と、 2位はDIVISION2の7位と、 それぞれ入替戦を行う。 | - 1位はDIVISION2の8位と、 2位はDIVISION2の7位と、 それぞれ入替戦を行う。 |
| | JAPAN RUGBY LEAGUE ONE 2025-26 DIVISION 3 順位表（開幕前 時点）出典： | 編集 | | | | | | | | | | | | |                                                                          |                                                                          |

## リーグ戦
左側がホストチームで、右側がビジターチーム。「3トライ差以上の勝ち」「7点差以内の負け」で1BP（ボーナスポイント）を付与。【プレイヤー・オブ・ザ・マッチ】の数字は背番号。

### 第1節
| 2025年12月13日(土) | 狭山セコムラガッツ | v | マツダスカイアクティブズ広島 | 足利ガスグラウンド, 栃木県足利市 |
| 2025年12月13日(土) |                    |   |                              | 足利ガスグラウンド, 栃木県足利市 |

| 2025年12月13日(土) | クリタウォーターガッシュ昭島 | v | 中国電力レッドレグリオンズ | 厚木市荻野運動公園競技場, 神奈川県厚木市 |
| 2025年12月13日(土) |                              |   |                            | 厚木市荻野運動公園競技場, 神奈川県厚木市 |

| 2025年12月13日or14日 | ヤクルトレビンズ戸田 | v | ルリーロ福岡 |  |
| 2025年12月13日or14日 |                      |   |              |  |

### 第2節
| 2025年12月20日or21日 | マツダスカイアクティブズ広島 | v | クリタウォーターガッシュ昭島 |  |
| 2025年12月20日or21日 |                              |   |                              |  |

| 2025年12月20日or21日 | 中国電力レッドレグリオンズ | v | ヤクルトレビンズ戸田 |  |
| 2025年12月20日or21日 |                            |   |                      |  |

| 2025年12月20日or21日 | ルリーロ福岡 | v | 狭山セコムラガッツ | 久留米総合スポーツセンター陸上競技場, 福岡県久留米市 |
| 2025年12月20日or21日 |              |   |                    | 久留米総合スポーツセンター陸上競技場, 福岡県久留米市 |

### 第3節
| 2026年1月10日(土) | 狭山セコムラガッツ | v | ヤクルトレビンズ戸田 | 足利ガスグラウンド, 栃木県足利市 |
| 2026年1月10日(土) |                    |   |                      | 足利ガスグラウンド, 栃木県足利市 |

| 2026年1月10日or11日 | マツダスカイアクティブズ広島 | v | 中国電力レッドレグリオンズ |  |
| 2026年1月10日or11日 |                              |   |                            |  |

| 2026年1月10日or11日 | ルリーロ福岡 | v | クリタウォーターガッシュ昭島 | 久留米総合スポーツセンター陸上競技場, 福岡県久留米市 |
| 2026年1月10日or11日 |              |   |                              | 久留米総合スポーツセンター陸上競技場, 福岡県久留米市 |

### 第4節
| 2026年1月17日(土) | クリタウォーターガッシュ昭島 | v | 狭山セコムラガッツ | AGFフィールド, 東京都調布市 |
| 2026年1月17日(土) |                              |   |                    | AGFフィールド, 東京都調布市 |

| 2026年1月17日or18日 | 中国電力レッドレグリオンズ | v | ルリーロ福岡 | 維新みらいふスタジアム, 山口県山口市 |
| 2026年1月17日or18日 |                            |   |              | 維新みらいふスタジアム, 山口県山口市 |

| 2026年1月25日(日) | ヤクルトレビンズ戸田 | v | マツダスカイアクティブズ広島 |  |
| 2026年1月25日(日) |                      |   |                              |  |

### 第5節
| 2026年1月31日(土) | ヤクルトレビンズ戸田 | v | クリタウォーターガッシュ昭島 | 駒沢オリンピック公園総合運動場陸上競技場, 東京都世田谷区 |
| 2026年1月31日(土) |                      |   |                              | 駒沢オリンピック公園総合運動場陸上競技場, 東京都世田谷区 |

| 2026年1月31日(土) | ルリーロ福岡 | v | マツダスカイアクティブズ広島 | 久留米総合スポーツセンター陸上競技場, 福岡県久留米市 |
| 2026年1月31日(土) |              |   |                              | 久留米総合スポーツセンター陸上競技場, 福岡県久留米市 |

| 2026年1月31日or2月1日 | 中国電力レッドレグリオンズ | v | 狭山セコムラガッツ |  |
| 2026年1月31日or2月1日 |                            |   |                    |  |

### 第6節
| 2026年2月7日(土) | マツダスカイアクティブズ広島 | v | ヤクルトレビンズ戸田 | Balcom BMWスタジアム, 広島県広島市西区 |
| 2026年2月7日(土) |                              |   |                      | Balcom BMWスタジアム, 広島県広島市西区 |

| 2026年2月8日(日) | ルリーロ福岡 | v | 中国電力レッドレグリオンズ | 久留米総合スポーツセンター陸上競技場, 福岡県久留米市 |
| 2026年2月8日(日) |              |   |                            | 久留米総合スポーツセンター陸上競技場, 福岡県久留米市 |

| 2026年2月15日(日) | 狭山セコムラガッツ | v | クリタウォーターガッシュ昭島 | 埼玉県内 |
| 2026年2月15日(日) |                    |   |                              | 埼玉県内 |

### 第7節
| 2026年2月21日or22日 | 狭山セコムラガッツ | v | ルリーロ福岡 |  |
| 2026年2月21日or22日 |                    |   |              |  |

| 2026年2月21日(土) | クリタウォーターガッシュ昭島 | v | マツダスカイアクティブズ広島 | AGFフィールド, 東京都調布市 |
| 2026年2月21日(土) |                              |   |                              | AGFフィールド, 東京都調布市 |

| 2026年2月22日(日) | ヤクルトレビンズ戸田 | v | 中国電力レッドレグリオンズ | アースケア敷島サッカー・ラグビー場, 群馬県前橋市 |
| 2026年2月22日(日) |                      |   |                            | アースケア敷島サッカー・ラグビー場, 群馬県前橋市 |

### 第8節
| 2026年3月1日(日) | クリタウォーターガッシュ昭島 | v | ルリーロ福岡 | AGFフィールド, 東京都調布市 |
| 2026年3月1日(日) |                              |   |              | AGFフィールド, 東京都調布市 |

| 2026年2月28日or3月1日 | 中国電力レッドレグリオンズ | v | マツダスカイアクティブズ広島 | Balcom BMWスタジアム, 広島県広島市西区 |
| 2026年2月28日or3月1日 |                            |   |                              | Balcom BMWスタジアム, 広島県広島市西区 |

| 2026年2月28日or3月1日 | ヤクルトレビンズ戸田 | v | 狭山セコムラガッツ |  |
| 2026年2月28日or3月1日 |                      |   |                    |  |

### 第9節
| 2026年3月7日(土) | ルリーロ福岡 | v | ヤクルトレビンズ戸田 | 久留米総合スポーツセンター陸上競技場, 福岡県久留米市 |
| 2026年3月7日(土) |              |   |                      | 久留米総合スポーツセンター陸上競技場, 福岡県久留米市 |

| 2026年3月7日or8日 | 中国電力レッドレグリオンズ | v | クリタウォーターガッシュ昭島 |  |
| 2026年3月7日or8日 |                            |   |                              |  |

| 2026年3月7日or8日 | マツダスカイアクティブズ広島 | v | 狭山セコムラガッツ |  |
| 2026年3月7日or8日 |                              |   |                    |  |

### 第10節
| 2026年3月21日(土) | クリタウォーターガッシュ昭島 | v | ヤクルトレビンズ戸田 | 厚木市荻野運動公園競技場, 神奈川県厚木市 |
| 2026年3月21日(土) |                              |   |                      | 厚木市荻野運動公園競技場, 神奈川県厚木市 |

| 2026年3月28日(土) | マツダスカイアクティブズ広島 | v | ルリーロ福岡 | Balcom BMWスタジアム, 広島県広島市西区 |
| 2026年3月28日(土) |                              |   |              | Balcom BMWスタジアム, 広島県広島市西区 |

| 2026年3月29日(日) | 狭山セコムラガッツ | v | 中国電力レッドレグリオンズ | 埼玉県内 |
| 2026年3月29日(日) |                    |   |                            | 埼玉県内 |

### 第11節
| 2026年4月4日or5日 | マツダスカイアクティブズ広島 | v | 中国電力レッドレグリオンズ |  |
| 2026年4月4日or5日 |                              |   |                            |  |

| 2026年4月4日or5日 | 狭山セコムラガッツ | v | ヤクルトレビンズ戸田 |  |
| 2026年4月4日or5日 |                    |   |                      |  |

| 2026年4月4日or5日 | ルリーロ福岡 | v | クリタウォーターガッシュ昭島 |  |
| 2026年4月4日or5日 |              |   |                              |  |

### 第12節
| 2026年4月11日or12日 | ヤクルトレビンズ戸田 | v | マツダスカイアクティブズ広島 |  |
| 2026年4月11日or12日 |                      |   |                              |  |

| 2026年4月11日or12日 | クリタウォーターガッシュ昭島 | v | 狭山セコムラガッツ |  |
| 2026年4月11日or12日 |                              |   |                    |  |

| 2026年4月11日or12日 | 中国電力レッドレグリオンズ | v | ルリーロ福岡 |  |
| 2026年4月11日or12日 |                            |   |              |  |

### 第13節
| 2026年4月25日or26日 | 中国電力レッドレグリオンズ | v | 狭山セコムラガッツ |  |
| 2026年4月25日or26日 |                            |   |                    |  |

| 2026年4月25日or26日 | ヤクルトレビンズ戸田 | v | クリタウォーターガッシュ昭島 |  |
| 2026年4月25日or26日 |                      |   |                              |  |

| 2026年4月25日or26日 | ルリーロ福岡 | v | マツダスカイアクティブズ広島 |  |
| 2026年4月25日or26日 |              |   |                              |  |

### 第14節
| 2026年5月2日or3日 | クリタウォーターガッシュ昭島 | v | マツダスカイアクティブズ広島 |  |
| 2026年5月2日or3日 |                              |   |                              |  |

| 2026年5月2日or3日 | ヤクルトレビンズ戸田 | v | 中国電力レッドレグリオンズ |  |
| 2026年5月2日or3日 |                      |   |                            |  |

| 2026年5月2日or3日 | 狭山セコムラガッツ | v | ルリーロ福岡 |  |
| 2026年5月2日or3日 |                    |   |              |  |

### 第15節
| 2026年5月9日or10日 | マツダスカイアクティブズ広島 | v | 狭山セコムラガッツ |  |
| 2026年5月9日or10日 |                              |   |                    |  |

| 2026年5月9日or10日 | 中国電力レッドレグリオンズ | v | クリタウォーターガッシュ昭島 |  |
| 2026年5月9日or10日 |                            |   |                              |  |

| 2026年5月9日or10日 | ルリーロ福岡 | v | ヤクルトレビンズ戸田 |  |
| 2026年5月9日or10日 |              |   |                      |  |